# Bathypterois oddi
Bathypterois oddi är en fiskart som beskrevs av Sulak, 1977. Bathypterois oddi ingår i släktet Bathypterois och familjen Ipnopidae. IUCN kategoriserar arten globalt som otillräckligt studerad. Inga underarter finns listade.